# Göta-Kanal
Der Göta-Kanal (auf Schwedisch Göta kanal) ist ein Wasserweg durch den schwedischen Landesteil Götaland.
Der Kanal hat eine Länge von 190,5 km, wovon die 87,3 km lange tatsächliche Kanalstrecke zwischen den fünf verbundenen Seen von 58.000 schwedischen Soldaten gegraben wurde. Zusammen mit dem Trollhätte-Kanal und dem Göta älv bildet der Göta-Kanal eine 390 km lange Wasserstraße quer durch Schweden, die einen Höhenunterschied von 91,5 m überwindet.

## Passage

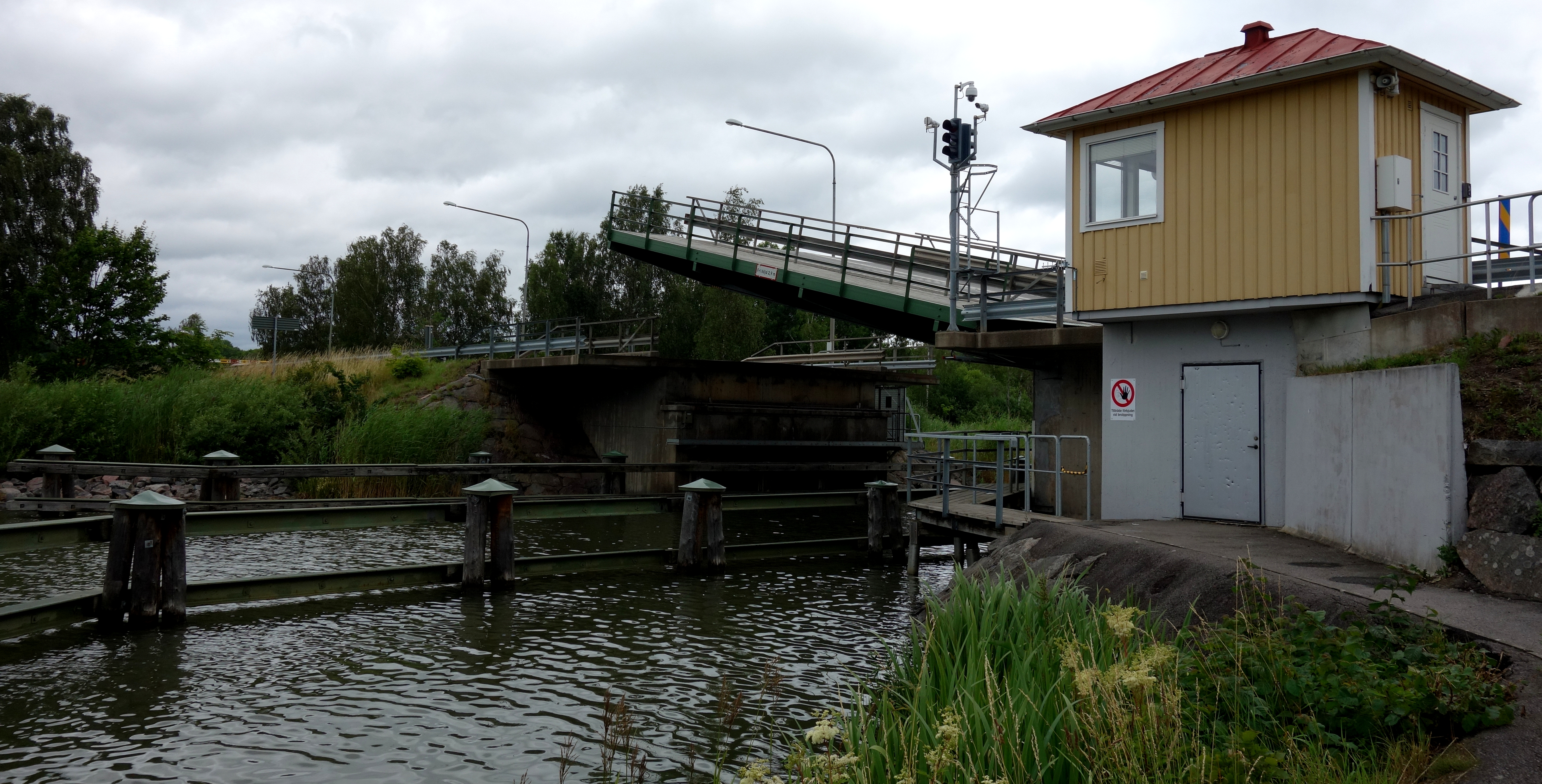
Klappbrücke über den Göta-Kanal

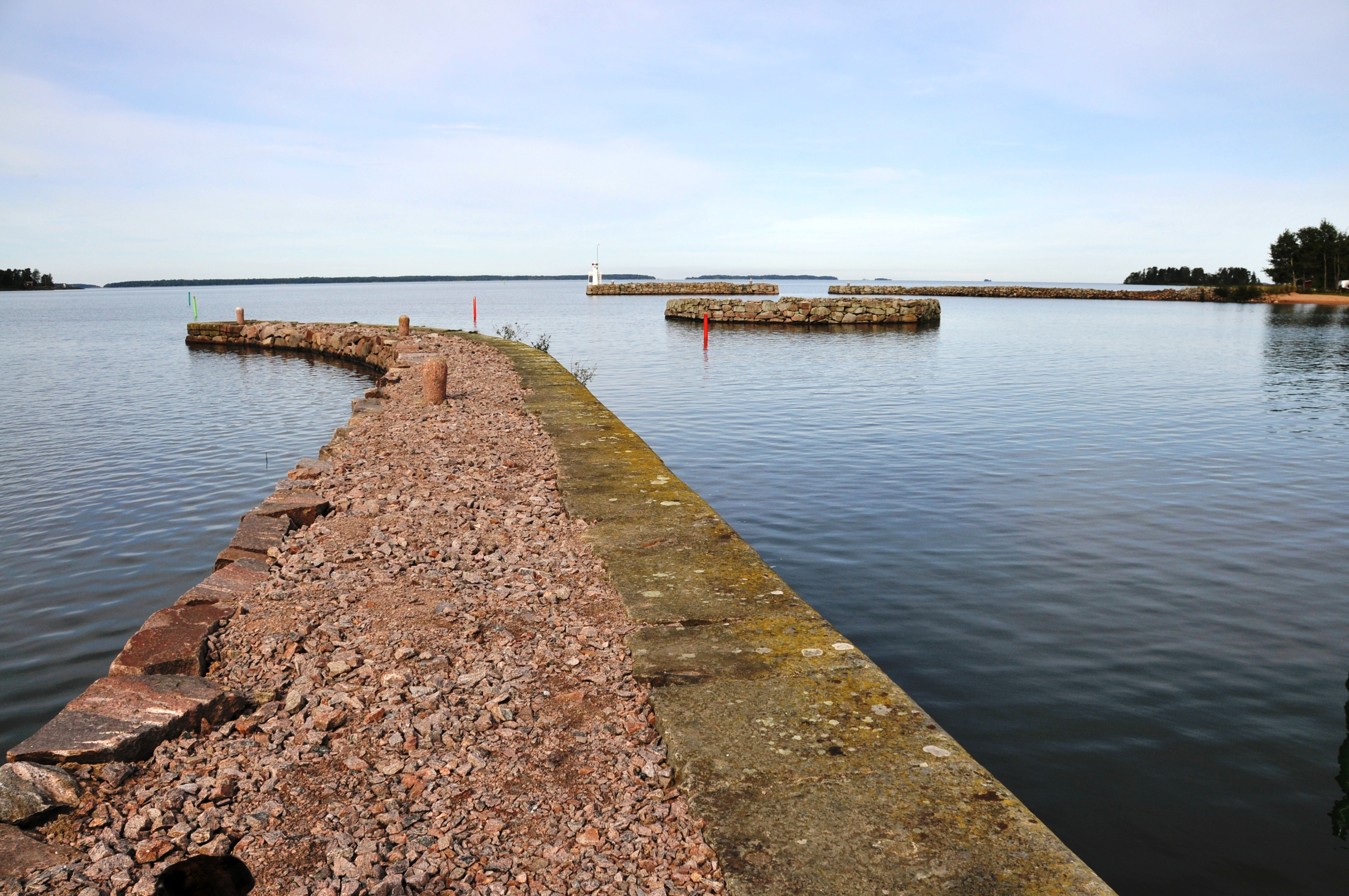
Mündung des Kanals bei Sjötorp in den Vänern-See

Der Kanal passiert 58 Schleusen, 50 Brücken, zwei Trogbrücken und fünf Seen und darf von Schiffen mit bis zu 30 m Länge, 7 m Breite, 22 m Höhe über dem Wasser und 2,82 m Tiefgang befahren werden. In seinen Verlauf sind der Asplången, Roxen, Boren, Vättern sowie der Viken eingebunden.

## Geschichte

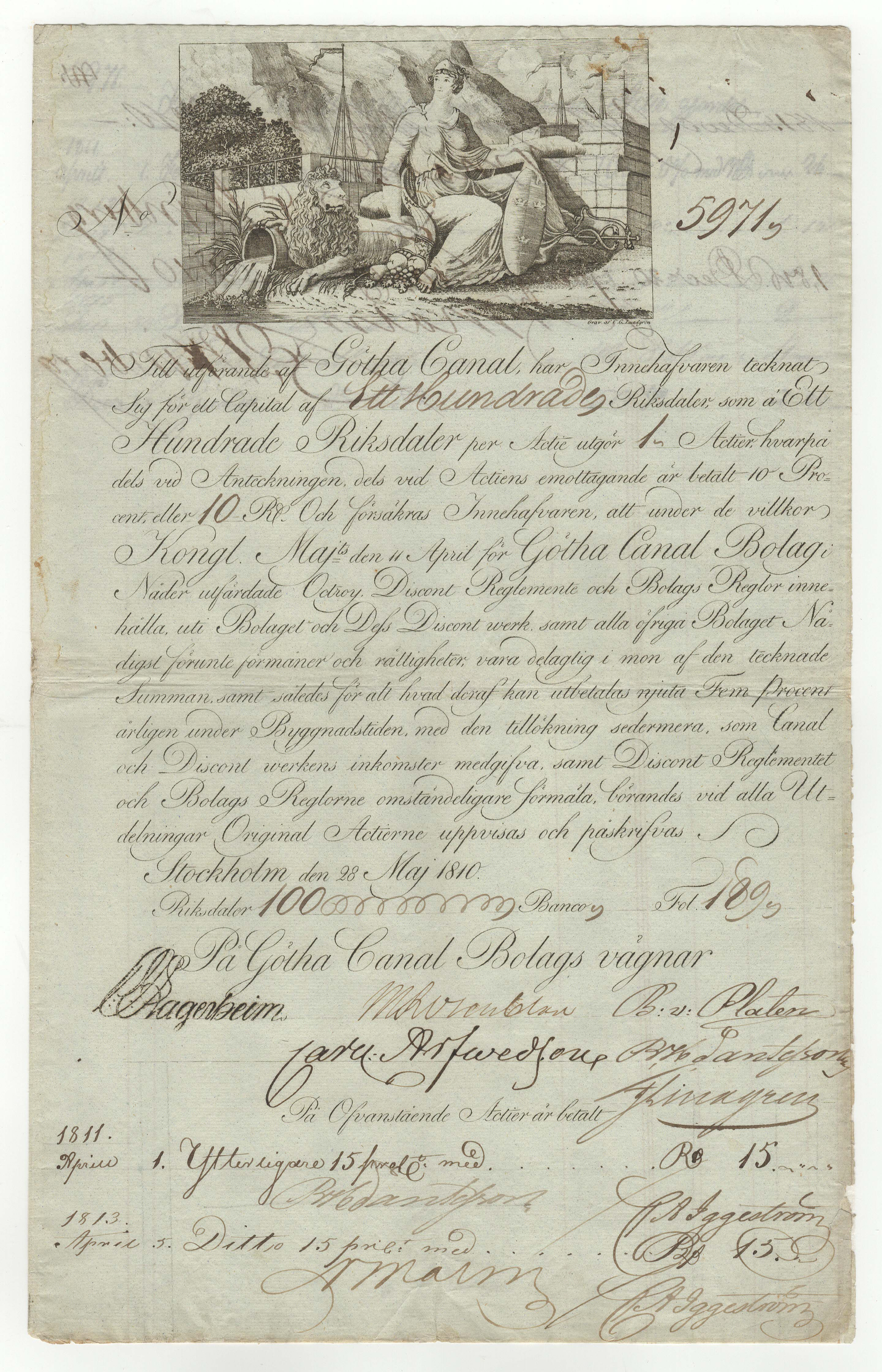
Aktie der Götha-Kanal Bolag vom 28. Mai 1810

Die Erlaubnis zum Bau des Kanals erhielt die Göta-Kanalgesellschaft unter Leitung von Baltzar von Platen am 11. April 1810, woraufhin am 24. Mai mit dem Bau begonnen wurde, der bis 1832 dauerte. Es war gedacht, dass Schiffe auf dem Weg vom Kattegat zur Ostsee durch Schweden fahren konnten, anstelle durch den Öresund. So sparten die Schiffe den Sundzoll an Dänemark. Der Kanal wurde am 26. September 1832 eröffnet, nur zweieinhalb Jahrzehnte vor Einführung der Eisenbahn (1856) und der Aufhebung des Sundzolls (1857). Dadurch errang er keine entscheidende ökonomische Bedeutung, im Kriegsfall war ihm jedoch strategische Bedeutung zugedacht.
Heute ist er eine Touristenattraktion. Er ist vom 1. Mai bis zum 27. September geöffnet.
Der Göta-Kanal wurde 1998 von der American Society of Civil Engineers in die List of International Historic Civil Engineering Landmarks aufgenommen.

## Verkehr
Auf dem Kanal verkehren Freizeitboote und Kanalschiffe. Zu den bekanntesten Kanalschiffen gehören Juno, Diana und Wilhelm Tham. Die Juno wurde 1874 dem Dienst übergeben und ist damit eines der ältesten im Dienst stehenden Passagierschiffe der Welt. Fünf Jahre jünger ist der Motorfrachter Olof Trätälja. Dessen Abmessungen wurden ebenfalls so bemessen, dass die Frachtfahrt auf dem Götakanal möglich ist, obwohl er auch auf See eingesetzt wurde. Wie die Juno ist die Olof Trätälja heute noch in Schweden in Fahrt.
Zum Transport von Waren wäre der Kanal heutzutage nicht mehr wirtschaftlich zu nutzen. Während eine Fahrt von Göteborg nach Stockholm auf der Autobahn einige Stunden dauert, dauert die Kanalfahrt mindestens etwa 4 Tage und braucht erheblich mehr Personal.

## Maximale Schiffsmaße
Der Göta-Kanal wurde für Schiffe bis maximal 30 Meter Länge gebaut. Alle Schleusen haben die gleichen Maße, so dass ein Schiff mit den maximalen Abmessungen (insbesondere die auf dem Kanal verkehrenden Passagierschiffe) gerade eben in alle Schleusenkammern passt.
| Maximale Länge                  | 30 m     |
| Maximale Breite                 | 7 m      |
| Maximaler Tiefgang              | 2,82 m   |
| Maximale Masthöhe               | 22 m     |
| Zulässige Höchstgeschwindigkeit | 5 Knoten |

## Schleusen

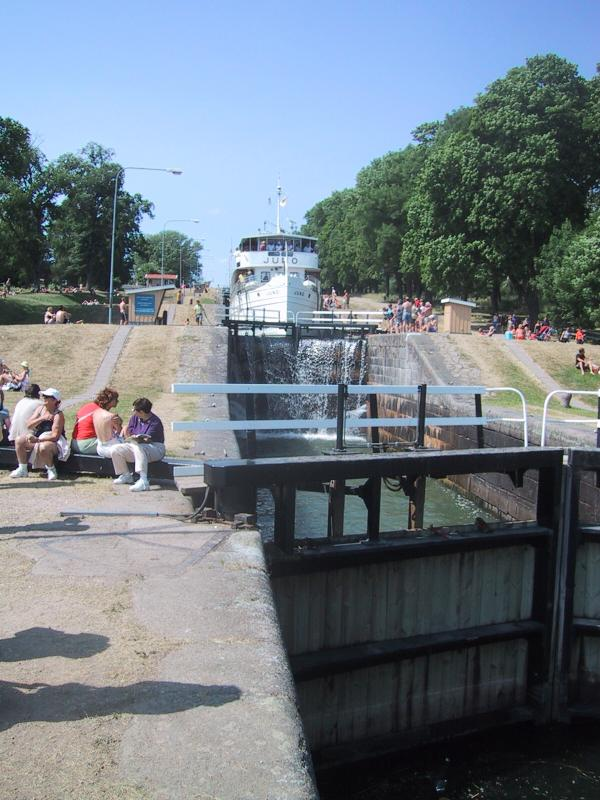
Juno in der Schleuse Berg (Linköping)

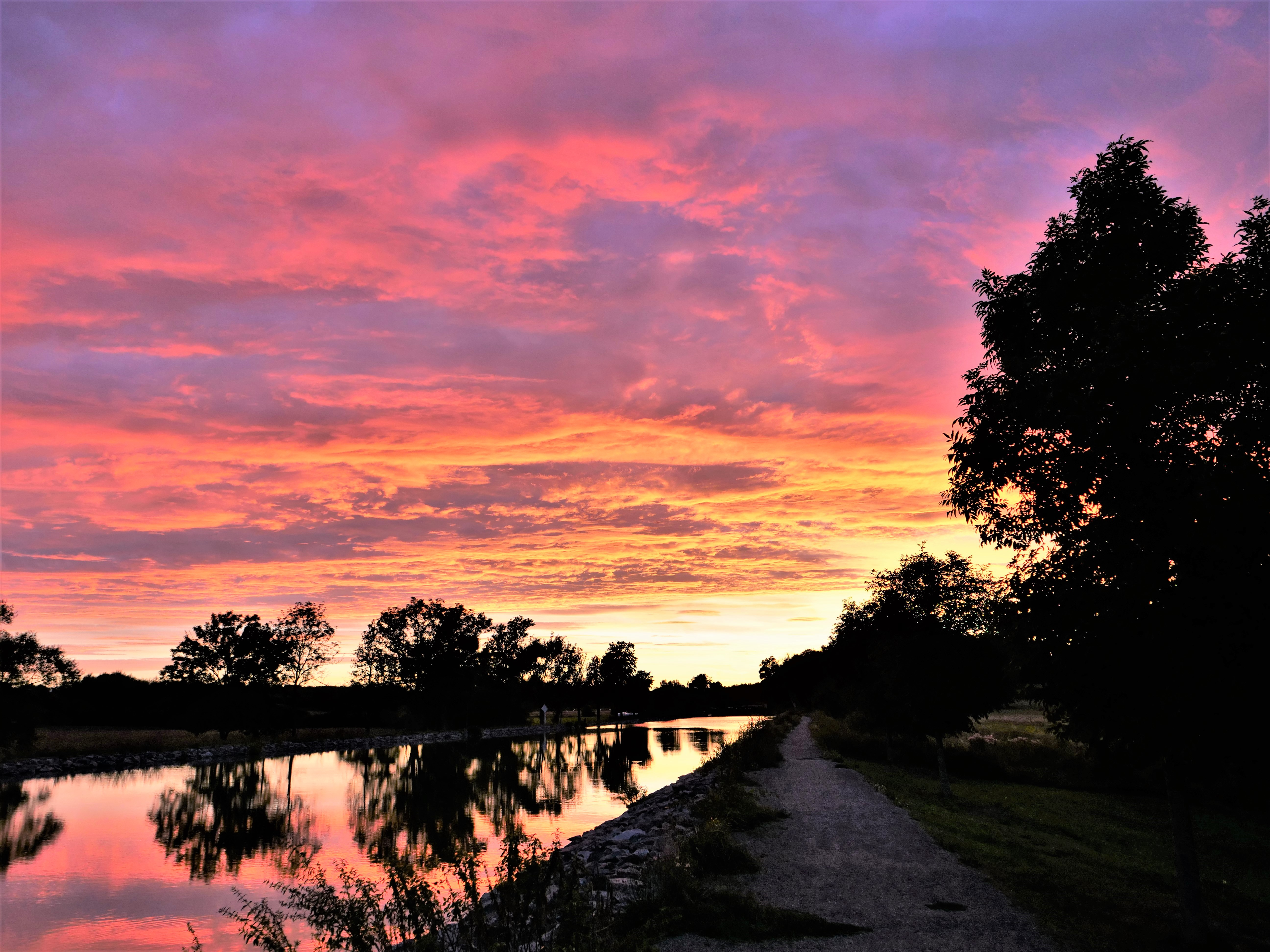
Abendstimmung am Götakanal bei Söderköping

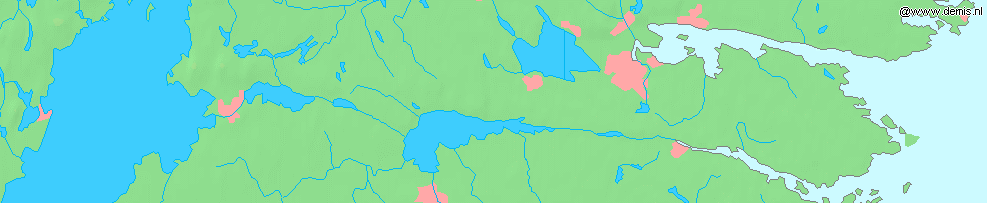
Göta-Kanal zwischen Vättern und Ostsee

| Schleuse         |    | m       |
| Vänern           |    | +43,8 m |
| ---------------- | -- | ------- |
| Sjötorp 1        | 1  | 2,9 m   |
| Sjötorp 2–3      | 2  | 4,8 m   |
| Sjötorp 4–5      | 2  | 4,8 m   |
| Sjötorp 6        | 1  | 2,4 m   |
| Sjötorp 7–8      | 2  | 4,6 m   |
| Untere Norrkvarn | 1  | 2,9 m   |
| Obere Norrkvarn  | 1  | 2,9 m   |
| Godhögen         | 2  | 5,1 m   |
| Riksberg         | 3  | 7,5 m   |
| Untere Hajstorp  | 2  | 5,1 m   |
| Obere Hajstorp   | 2  | 4,8 m   |
| Tåtorp           | 1  | 0,2 m   |
| Viken            |    | +91,8 m |
| Forsvik          | 1  | 3,3 m   |
| Vättern          |    | +88,5 m |
| Insgesamt        | 21 |         |

| Schleuse   |    | m       |
| ---------- | -- | ------- |
| Motala     | 1  | 0,1 m   |
| Borenshult | 5  | 15,2 m  |
| Boren      |    | +73,2 m |
| Borensberg | 1  | 0,2 m   |
| Heda       | 2  | 5,2 m   |
| Brunny     | 2  | 5,3 m   |
| Berg       | 2  | 5,6 m   |
| Oscar      | 2  | 4,8 m   |
| Carl Johan | 7  | 18,8 m  |
| Roxen      |    | +33,3 m |
| Insgesamt  | 22 |         |

| Schleuse         |    | m       |
| ---------------- | -- | ------- |
| Norsholm         | 1  | 0,7 m   |
| Brådtom          | 1  | 2,3 m   |
| Hulta            | 1  | 3,2 m   |
| Asplången        |    | +27,1 m |
| Klämman          | 1  | 0,2 m   |
| Obere Carlsborg  | 2  | 4,7 m   |
| Untere Carlsborg | 2  | 5,1 m   |
| Obere Mariehov   | 1  | 2,6 m   |
| Untere Mariehov  | 1  | 2,1 m   |
| Obere Duvkullen  | 1  | 2,4 m   |
| Untere Duvkullen | 1  | 2,3 m   |
| Söderköping      | 1  | 2,4 m   |
| Tegelbruket      | 1  | 2,3 m   |
| Mem              | 1  | 3,0 m   |
| Ostsee           |    | 0,0 m   |
| Insgesamt        | 15 | (ü.NHN) |

| Strecke                               | km    |
| ------------------------------------- | ----- |
| Stockholm–Mem (über Södertälje Kanal) | 201,0 |
| Mem–Motala (Ostsee–Vättern)           | 92,2  |
| Mem–Söderköping                       | 5,7   |
| Söderköping–Norsholm                  | 22,1  |
| Roxensee                              | 27    |
| Berg–Borensberg                       | 21    |
| Borensee                              | 12,9  |
| Borenshult–Motala                     | 3,5   |
| Vättern                               | 32,5  |

| Strecke                                | km    |
| -------------------------------------- | ----- |
| Karlsborg–Sjötorp (Vättern–Vänern)     | 65,3  |
| Karlsborg–Forsvik                      | 7,4   |
| Viken                                  | 22,8  |
| Tåtorp–Töreboda                        | 16    |
| Töreboda–Norrkvarn                     | 9,5   |
| Norrkvarn–Sjötorp                      | 9,7   |
| Mem–Sjötorp (gesamter Göta-Kanal)      | 190   |
| Sjötorp–Vänersborg (Vänern)            | 118,5 |
| Vänersborg–Göteborg (Trollhätte-Kanal) | 80    |

## Yachthäfen
Neben den Anlegestellen und Liegeplätzen der Passagierschiffe gibt es auch eine Anzahl an Yachthäfen.
| Sjötorp Vänern | Sjötorp Werftbecken | Sjötorp Schleuse | Lyrestad   | Norrkvarn          | Hajstorp        | Törebode   | Jonsboda | Vassbacken               | Tåtorp      | Forsvik |
| 50             | 20                  | 10               | 15         | 20                 | 22              | 30         | 12       | 25                       | 8           | 12      |
| Karlsborg      | Motala              | Motala Verkstad  | Borensberg | Ljungsbro/ Malfors | Berg Yachthafen | Berg Roxen | Norsholm | Söderköping/ Klevbrinken | Söderköping | Mem     |
| 15             | 65                  | 5                | 15         | 20                 | 40              | 10         | 20       | 12+10                    | 50          | 35      |
| -------------- | ------------------- | ---------------- | ---------- | ------------------ | --------------- | ---------- | -------- | ------------------------ | ----------- | ------- |

## Trivia
Im Kriminalroman Die Tote im Götakanal (schwedischer Originaltitel: Roseanna) des Autorenpaares Maj Sjöwall und Per Wahlöö wird beim Ausbaggern des Schleusenbeckens in Borenshult eine Frauenleiche gefunden.